# 尹昌隆
尹 昌隆（いん しょうりゅう、生年不詳 - 1417年）は、明代の官僚。字は彦謙、号は訥庵。本貫は吉安府泰和県。

## 生涯
洪武29年（1396年）、進士に及第した。翰林院修撰に任じられ、監察御史に転じた。
洪武31年（1398年）、建文帝が即位すると、昌隆は上疏して朝議に出席して親政するよう帝を諫めた。ほどなく地震が起こったことを契機に昌隆が言上すると、福寧知県に左遷された。建文4年（1402年）、燕王朱棣の軍が南京に迫ると、昌隆は周公旦が成王を輔弼した故事を引いて、建文帝に燕王討伐を中止し、燕王の入朝を許し、譲位も検討するよう勧めた。燕王が南京に入城すると、昌隆の名は奸臣として挙げられた。以前の上奏により一死を許され、燕王世子朱高熾の傅を命じられて北平に移った。
永楽2年（1404年）、朱高熾が皇太子に立てられると、昌隆は左春坊左中允に抜擢された。折に触れて太子を諫めたので、太子に重んじられた。永楽5年（1407年）、解縉が左遷されると、昌隆は礼部主事に転じた。礼部尚書の呂震と合わず、呂震の怒りを買って、逮捕されて獄に下された。ほどなく赦令により官に復帰した。父が死去すると、昌隆は辞職して喪に服した。喪が明けて官に復帰すると、錦衣衛の獄に下され、家の財産を没収された。重囚として永楽帝（朱棣）の巡幸に従った。
永楽15年（1417年）、谷王朱橞の反乱計画が発覚した。谷王は以前に昌隆を長史としたいと求めていたため、昌隆は謀反の罪に連座して糾問を受けた。昌隆は無実を訴えたが、呂震に握りつぶされて処刑され、一族も皆殺しになった。後に呂震が病死すると、昌隆の名誉は回復された。著書に『訥庵集』8巻があった。